# Gajówka (Milejowice)
Gajówka – część wsi Milejowice w Polsce, położona w województwie świętokrzyskim, w powiecie ostrowieckim, w gminie Waśniów
W latach 1975–1998 Gajówka administracyjnie należała do województwa kieleckiego.